# Phrazes for the Young
Phrazes for the Young est le premier album solo de Julian Casablancas, chanteur des Strokes, sorti le 30 octobre 2009 sous le label RCA.
Le titre de l'album est une référence à l'œuvre d'Oscar Wilde Phrases and Philosophies for the Use of the Young. Le chien figurant sur la pochette est celui de Julian Casablancas.
L'album prend le contrepied des influences rock des Strokes tels The Velvet Underground. Il est ancré dans un registre retro-futuriste, mêlant sons synthétiques, boîtes à rythmes et guitares acérées. L'influence des années 1980 est certaine (New Order, The Cars...)
Le magazine Les Inrockuptibles considère l'album comme le 6e meilleur album de 2009.

## Liste des pistes
| No | Titre                      | Durée |
| -- | -------------------------- | ----- |
| 1. | Out of the Blue (single)   | 4:43  |
| 2. | Left & Right in the Dark   | 4:59  |
| 3. | 11th Dimension (single)    | 4:06  |
| 4. | 4 Chords of the Apocalypse | 5:03  |
| 5. | Ludlow St.                 | 5:45  |
| 6. | River of Brakelights       | 5:13  |
| 7. | Glass                      | 5:25  |
| 8. | Tourist                    | 5:03  |

| 9.  | Old Hollywood                          |  |
| 10. | 30 Minute Boyfriend                    |  |
| 11. | I Wish It Was Christmas Today (single) |  |